# LINER

La Galàxia del Sombrero (M104) mentre observat pel Telescopi espacial Hubble (HST). La galàxia del Sombrero és un exemple d'una galàxia de LINER. Crèdit: HST/NASA/ESA.

En astronomia, l'acrònim LINER, que es refereix a l'anglès Low-Ionization Nuclear Emission-line Region és un tipus de nucli galàctic que és definit per la seva emissió de línia espectral. Els espectres solen incloure les emissions de línia a partir d'àtoms feblement ionitzats o neutralitzats, com ara O, O+, N+, i S+. Per contra, l'emissió de la línia espectral d'àtoms fortament ionitzats, com ara O++, Ne++, i He+, és relativament dèbil. La classe de nuclis galàctics va ser identificat per primera vegada per Timothy Heckman en el tercer d'una sèrie de documents en els espectres dels nuclis galàctics que van ser publicats el 1980.

## Demografia de galàxies LINER
Les galàxies que contenen LINER es refereixen sovint com a galàxies LINER. Les galàxies LINER són molt comunes; aproximadament un terç de totes les galàxies properes (les galàxies dintre d'un radi d'uns 20 a 40 Mpc) es pot classificar com a galàxies LINER. Aproximadament el 75% de les galàxies LINER són o galàxies el·líptiques, galàxies lenticulars, o galàxies S0/a-Sab (galàxies espirals amb grans protuberàncies i braços espirals fortament enrotllats). Els LINER es troben amb menys freqüència en les galàxies Sb-SCD (galàxies espirals amb petites protuberàncies i braços espirals poc enrotllats), i són molt rars en galàxies irregulars properes. Els LINER també es poden trobar normalment en galàxies infraroges lluminoses, una classe de galàxies definides per les seves lluminositats d'infrarojos que es formen amb freqüència quan dues galàxies col·lideixen entre si. Per  definició "galàxies" es componen d'objectes (estrelles) que no xoquen i per extensió de galàxies que no poden xocar. Aproximadament una quarta part de galàxies infraroges lluminoses poden contenir LINER.

## Debats científics: fonts d'energia i mecanismes de ionització
LINERs Ha estat al centre de dos debats importants. Primer, els astrònoms han debatut la font d'energia que entusiasma el gas ionitzat en els centres d'aquestes galàxies. Alguns astrònoms han proposat que nuclis galàctics actius (AGN) amb supermassive els forats negres són responsables pel LINER emissió espectral. Altres astrònoms han afirmat que l'emissió és powered per regions de formació de l'estrella. L'altre l'assumpte important és relacionat a com els ions són entusiasmats. Alguns astrònoms han suggerit que el xoc agita propagar a través del gas pot ionitzar el gas, mentre altres han suggerit que fotoionització (ionització per llum ultraviolada) pot ser responsable.
Aquest debat és complicat pel fet que els LINER es troben en una gran varietat d'objectes amb diferent brightnesses i morfologies. A més, el debat sobre les fonts d'energia per LINERs és entangled amb un debat similar per damunt si la llum de regions de formació de l'estrella o la llum d'AGN produeix l'alt infraroig luminosities vist en galàxies infraroges lluminoses.
Tot i que tots dos les fonts d'energia i els mecanismes d'excitació per emissió de LINER són ser quiet estudiat, molts LINERs és freqüentment referit a com AGN.

## La formació d'estrelles en LINER
S'han realitzat una sèrie d'estudis per explorar la relació entre la formació d'estrelles i l'activitat del LINER. Si es pot trobar una connexió entre l'activitat de formació estel·lar i l'activitat LINER, llavors això reforça la possibilitat que els LINER són impulsats pel gas calent que es troba a les regions de formació estel·lar. No obstant això, si la formació d'estrelles no es pot trobar en els LINER, aleshores això exclou definitivament la formació d'estrelles com l'alimentació d'emissió de LINER.

### Formació d'estrelles en galàxies infraroges lluminoses amb els LINER
Observacions recents amb el Telescopi espacial Spitzer mostra una connexió clara entre l'emissió de LINER en galàxies infraroges lluminoses i l'activitat de formació d'estrelles. L'infraroig mitjà espectres de les galàxies infraroges lluminoses amb LINER han demostrat ser similars als espectres infraroig mitjà de les galàxies d'esclat d'estrelles, el que suggereix que els LINER d'infrarojos brillants són impulsats per l'activitat de formació d'estrelles. No obstant això, alguns infrarojos mitjans d'emissió de línia espectral de la AGN també s'han detectat en aquestes galàxies, el que indica que la formació d'estrelles no pot ser les úniques fonts d'energia en aquestes galàxies.

### Formació d'estrelles en galàxies normals amb els LINER
Galàxies properes normals amb els LINER, però, semblen ser diferents. Alguns estudis espectroscòpics proper a l'infraroig han identificat alguns LINER en galàxies normals que poden ser alimentats per la formació d'estrelles. Tanmateix, la majoria dels LINER en galàxies properes tenen baixos nivells d'activitat de formació estel·lar. D'altra banda, les poblacions estel·lars de molts LINER semblen ser molt antics, i l'espectre infraroig mitjà, segons l'observat pel Telescopi Espacial Spitzer, no semblen similars als espectres que s'espera de la formació d'estrelles. Aquests resultats demostren que la majoria de LINER en les galàxies normals properes no pot ser alimentat per la formació d'estrelles, tot i que és evident que hi ha algunes excepcions.

## Galàxies LINER notables
- Messier 94[1]
- NGC 5005[1]
- NGC 5195[1]
- Galàxia del Sombrero[1]